# Виноградов, Геннадий Валентинович
Генна́дий Валенти́нович Виногра́дов (1918—1998) — Герой Социалистического Труда.

## Биография
Окончил Свердловский железнодорожный техникум (1938), Тбилисский институт инженеров железнодорожного транспорта (1951), инженер путей сообщения.
Почетный железнодорожник СССР (1944). Герой Социалистического Труда (1971).
С 1938 г. — на руководящих должностях Пермской железной дороги, в том числе заместитель начальника станции Пермь II; в 1952—1969 гг. — на Южно-Уральской железной дороге (ЮУЖД): начальник Златоустовского, Челябинского отделений, в 1957—1966 гг. — первый заместитель начальника, начальник дороги; с 1969 г. — начальник Казахской железной дороги.
Под его руководством развернулось научно-техническое обновление дороги: на Челябинском узле осуществлена централизация диспетчерской службы, усовершенствована работа сортировочных горок, ликвидирован институт кондукторов, на ряде станций механическая централизация стрелок переведена на электрическую. В структуру ЮУЖД вошла почти вся бывшая Оренбургская железная дорога. В эти годы ЮУЖД была лидером социалистического соревнования в МПС СССР.

## Награды
- Медаль «Серп и Молот»